# Phalops sinuaticeps
Phalops sinuaticeps är en skalbaggsart som beskrevs av D'orbigny 1902. Phalops sinuaticeps ingår i släktet Phalops och familjen bladhorningar. Inga underarter finns listade i Catalogue of Life.